# Morawa (ort)
Morawa är en ort i Australien. Den ligger i kommunen Morawa och delstaten Western Australia, omkring 300 kilometer norr om delstatshuvudstaden Perth.
Trakten runt Morawa är nära nog obefolkad, med mindre än två invånare per kvadratkilometer.. Det finns inga andra samhällen i närheten.
Omgivningarna runt Morawa är i huvudsak ett öppet busklandskap. Genomsnittlig årsnederbörd är 345 millimeter. Den regnigaste månaden är juni, med i genomsnitt 53 mm nederbörd, och den torraste är februari, med 8 mm nederbörd.